# مقاطعة كامبريا (بنسلفانيا)
مقاطعة كامبريا (بالإنجليزية: Cambria County, Pennsylvania)‏ هي إحدى مقاطعات ولاية بنسلفانيا في الولايات المتحدة. بلغ عدد سكانها 143679 نسمة في عام 2010 حسب إحصاء مكتب تعداد الولايات المتحدة.

## أعلام
- مالكوم كاولي
- بويد فاغنر

## وصلات خارجية
- www.co.cambria.pa.us